# 燦斯福特城足球會
燦斯福特城足球會（Chelmsford City Football Club）是一支位於英格蘭的切爾姆斯福德西北的Melbourne的職業足球會，目前於英格蘭足球全國聯賽南角逐。

## 外部連結
- Chelmsford City Football Club （页面存档备份，存于）